# Stres
Stres (ang. stress ‘naprężenie’), napięcie psychiczne – psychologiczny stan obciążenia systemu regulacji psychicznej powstający w sytuacji zagrożenia, utrudnienia lub niemożności realizacji ważnych dla jednostki potrzeb, celów, zadań oraz wartości. Jest definiowany w psychologii jako dynamiczna relacja adaptacyjna pomiędzy możliwościami jednostki, a wymogami sytuacji (stresorem; bodźcem awersyjnym), charakteryzująca się brakiem równowagi psychicznej i fizycznej. Podejmowanie zachowań zaradczych jest próbą przywrócenia równowagi.
W terminologii medycznej, stres jest zaburzeniem homeostazy spowodowanym czynnikiem fizycznym lub psychologicznym. Czynnikami powodującymi stres mogą być czynniki umysłowe, fizjologiczne, anatomiczne lub fizyczne.

## Pochodzenie pojęciastres
Pojęcie stresu wprowadzone zostało do użycia przez Hansa Hugona Selye'a, który badaniu tego zjawiska poświęcił 50 lat pracy naukowej. Z tego też powodu nosił przydomek dr Stress. Selye opublikował ponad 1400 artykułów i 30 książek na temat stresu.
Selye jako pierwszy postawił hipotezę, że szereg chorób somatycznych jest skutkiem niezdolności człowieka do radzenia sobie ze stresem. Zjawisko to nazwał mianem niewydolności tzw. syndromu ogólnej adaptacji i opisał je w pierwszej swojej książce na temat stresu w roku 1956 pt. The Stress of Life.

## Definicje stresu
Pojęcie stresu psychologicznego nie doczekało się powszechnie akceptowanej definicji naukowej.
Istnieją 3 typy definicji stresu:
1. Stres jako bodziec – sytuacje występujące w naszym otoczeniu mające naturalną zdolność do wywoływania napięcia i silnych emocji. Do teorii związanych z tym rodzajem definicji należą: teoria Elliotta i Eisdorfera, koncepcja Janisa oraz koncepcja zmian życiowych Thomasa Holmesa i Richarda Rahe’a.
2. Stres jako reakcja – zarówno fizjologiczna jak i psychologiczna będąca odpowiedzią na działanie stresorów (sytuacji wywołujących stres). Do teorii związanych z tym rodzajem definicji należą: homeostatyczna teoria Waltera Cannona czy koncepcja Selyego (GAS, LAS).
3. Stres jako proces lub transakcja – relacja między jednostką a otoczeniem: transakcyjny model Lazarusa, koncepcja Antonovsky'ego, koncepcja Hobfolla, koncepcja sytuacji trudnych Tomaszewskiego, regulacyjno-informacyjna teoria stresu Reykowskiego.

Najczęściej wykorzystywanym modelem teoretycznym stresu jest podejście stworzone przez Lazarusa i Folkman .
Trzy typy reakcji na stres:
- Dystres jest reakcją organizmu na zagrożenie, utrudnienie lub niemożność realizacji ważnych celów i zadań człowieka, pojawia się w momencie zadziałania bodźca, czyli stresora.
- Eustres to stres pozytywnie mobilizujący do działania.
- Neustres to bodziec dla danej osoby neutralny w działaniu, chociaż dla innych bywa on eustresowy lub dystresowy

Radzenie sobie ze stresem (coping) to poznawcze i behawioralne wysiłki skierowane na opanowanie, zredukowanie lub tolerowanie zewnętrznych lub wewnętrznych żądań.

## Biologiastresu
Dwa główne systemy biologiczne biorące udział w reakcji stresowej to układ współczulny i oś podwzgórze-przysadka-nadnercza (oś HPA). Układ współczulny zostaje aktywowany już w pierwszych chwilach po zadziałaniu stresora i odpowiada za tzw. reakcję walki lub ucieczki. Pobudza on nadnercza do wydzielania adrenaliny i noradrenaliny i wywołuje takie skutki jak rozszerzenie źrenic, przyspieszenie tętna i oddechu, przyspieszenie akcji serca.
Oś HPA zostaje aktywowana dopiero po minutach lub godzinach od zadziałania stresora. Podwzgórze wydziela hormon kortykoliberynę (CRH), który pobudza przysadkę do wydzielania hormonu kortykotropiny (ACTH). ACTH z kolei, pobudza korę nadnerczy do wydzielania glukokortykoidów, z których u ludzi w największych ilościach występuje kortyzol. Oś HPA działa na zasadzie ujemnego sprzężenia zwrotnego – glikokortykoidy hamują aktywność podwzgórza i przysadki.
Ważną rolę w biologicznym mechanizmie stresu pełni też miejsce sinawe, znajdujące się w pniu mózgu. Ma ono połączenia z podwzgórzem, przez które aktywuje oś HPA, która również aktywuje miejsce sinawe, co powoduje rozwój reakcji stresowej. Miejsce sinawe odpowiada też za wzmacnianie zachowań lękowych poprzez pobudzanie ciała migdałowatego i hamowanie aktywności kory przedczołowej. Pełni też rolę w wzmacnianiu czujności i selektywności uwagi dzięki umiarkowanej aktywacji szlaków noradrenergicznych.
Istotną rolę w stresie pełni też ciało migdałowate. Jest ono odpowiedzialne za rozpoznawanie stresora i przypisywanie mu znaczenia emocjonalnego. Nadmierna aktywacja ciała migdałowatego prowadzi do zahamowania czynności hipokampu, pełniącego bardzo ważną funkcję w pamięci. Hipokamp bierze również udział w hamowaniu reakcji stresowej, dzięki hamowaniu wydzielania kortykoliberyny przez podwzgórze.
W reakcji stresowej ma udział również układ serotoninergiczny i układ dopaminergiczny.

## Psychologiastresu
Stres w powszechnym odbiorze jest uważany za zjawisko szkodliwe. W rzeczywistości działanie niepożądane przynosi jedynie stres zbyt silny (przekraczający indywidualne możliwości adaptacyjne jednostki) lub zbyt długotrwały. Stres umiarkowany zwiększa możliwości radzenia sobie z wymaganiami adaptacyjnymi otoczenia, dzięki czemu umożliwia rozwój psychiczny. Wielu badaczy zjawiska określa go jako podstawowy czynnik rozwoju.
Stres zbyt długotrwały przyczynia się do rozwoju zaburzeń psychicznych, przede wszystkim takich jak: zaburzenia lękowe (nerwicowe) i depresyjne, stres zbyt silny, traumatyczny stwarza ryzyko PTSD (zespołu stresu pourazowego) oraz w szczególnych przypadkach zaburzeń osobowości.

### Fazy stresu
Według Hansa Selyego stres przebiega w następujących fazach:
- Faza alarmowa. Początkowa, alarmowa reakcja zaskoczenia i niepokoju z powodu niedoświadczenia i konfrontacji z nową sytuacja. Wyróżniamy w niej dwie subfazy:
  - Stadium szoku.
  - Stadium przeciwdziałania szokowi. Jednostka podejmuje wysiłki obronne.
- Faza przystosowania (odporności). Organizm uczy się skutecznie i bez nadmiernych zaburzeń radzić sobie ze stresorem. Jeśli organizm poradzi sobie z trudną sytuacją wszystko wraca do normy. W innym wypadku następuje trzecia faza.
- Faza wyczerpania. Stałe pobudzenie całego organizmu (przewlekły stres) prowadzi do wyczerpania zasobów odpornościowych, co może prowadzić do chorób psychosomatycznych. W szczególnych wypadkach prowadzi nawet do śmierci.

## Typowe stresory, czyli alternatywna koncepcja stresu według Thomasa Holmesa i Richarda Rahe'a
W roku 1967, dwaj psychiatrzy z Washington University w Seattle, tj. Thomas Holmes oraz Richard Rahe ogłosili alternatywną koncepcję stresu, bazującą na pojęciu stresora. Holmes i Rahe opracowali skalę 43 wydarzeń życiowych, którą wolontariusze uszeregowali według tego, jak wielkiego przystosowania wymaga każde wydarzenie. Badacze badali względną siłę działania sytuacji stresujących, przypisując bodźcowi odpowiednią wartość umowną jednostek stresu w skali od 0 do 100. W ten sposób powstał popularny kwestionariusz Social Readjustment Rating Scale (SRRS).
Kwestionariusz (SRRS) Thomasa Holmesa i Richarda Rahe’a aplikowano ludziom przywiezionym na ostry dyżur oraz osobom towarzyszącym. Okazało się, że osoby chore doświadczyły znacznie więcej stresujących wydarzeń w przeciągu roku poprzedzającego chorobę, niż osoby towarzyszące. Udowodniono wówczas statystyczny związek pomiędzy stresorami a chorobą.

### Statystyczny efekt stresorów
Z badań Holmesa i Rahe'a wynika interesująca zależność statystyczna pomiędzy stresorami, a prawdopodobieństwem zapadnięcia na poważną chorobę:
- 150–199 jednostek stresu = 37-procentowa szansa choroby w ciągu kolejnych 2 lat
- 200–299 jednostek stresu = 51-procentowa szansa choroby w ciągu kolejnych 2 lat
- ponad 300 jednostek stresu = 79-procentowa szansa choroby w ciągu kolejnych 2 lat

## Reakcje na stres
Osoby żyjące w mieście wykazują większą aktywność ciała migdałowatego podczas sytuacji stresowej niż osoby ze wsi. U osób, które dorastały w dużym mieście, zaobserwowano większą aktywność przedniej części zakrętu obręczy. Badania te prowadzono na osobach rozwiązujących zadania arytmetyczne pod presją. Do obserwacji wyników użyto funkcjonalnego magnetycznego rezonansu jądrowego.
Stres może być jedną z przyczyn przybierania na wadze.
U osób, które doświadczają homofobii ze strony społeczeństwa, może pojawić się stres mniejszościowy. Stres ten może prowadzić do samookaleczania obniżenia samooceny, stanów lękowych i depresyjnych, wycofania się z kontaktów społecznych, trudności w nauce, uzależniania, zachowań ryzykownych, zaburzeń zachowania, jedzenia czy snu, a nawet prób samobójczych.